# Zavřené zahájení
Zavřené zahájení je šachové zahájení, při kterém bílý nezačíná tahem 1.e4. Tato zahájení jsou oproti ostatním (tedy těm, jež začínají tahem 1.e4) mladší.
Jejich rozvoj nastal až ve 20. století hypermodernistickou školou s hráči a teoretiky jako Aaron Nimcovič.

## Charakteristika a příklady
V zavřených hrách se obvykle uplatňuje poněkud jiný styl boje než v otevřených a polootevřených zahájeních. Drtivá většina šachových trenérů a knih svým svěřencům a čtenářům důrazně doporučuje napřed se vyznat v pozicích po zahajovacím tahu 1.e4 a až potom pomalu objevovat taje ostatních zahájení.
Mezi nejhranější zavřené hry patří: královská indická obrana, dámský gambit, Grünfeldova indická obrana, anglická hra, Nimcovičova indická obrana. Zdaleka nejčastějším zahajovacím tahem kromě 1.e4 je 1.d4.
Z ostatních je možné uvést například Birdovu hru (1.f4) a Sokolského hru (1.b4) a Grobův útok (1.g4), která se zároveň řadí mezi tzv. nepravidelné zahájení.